# Obholz

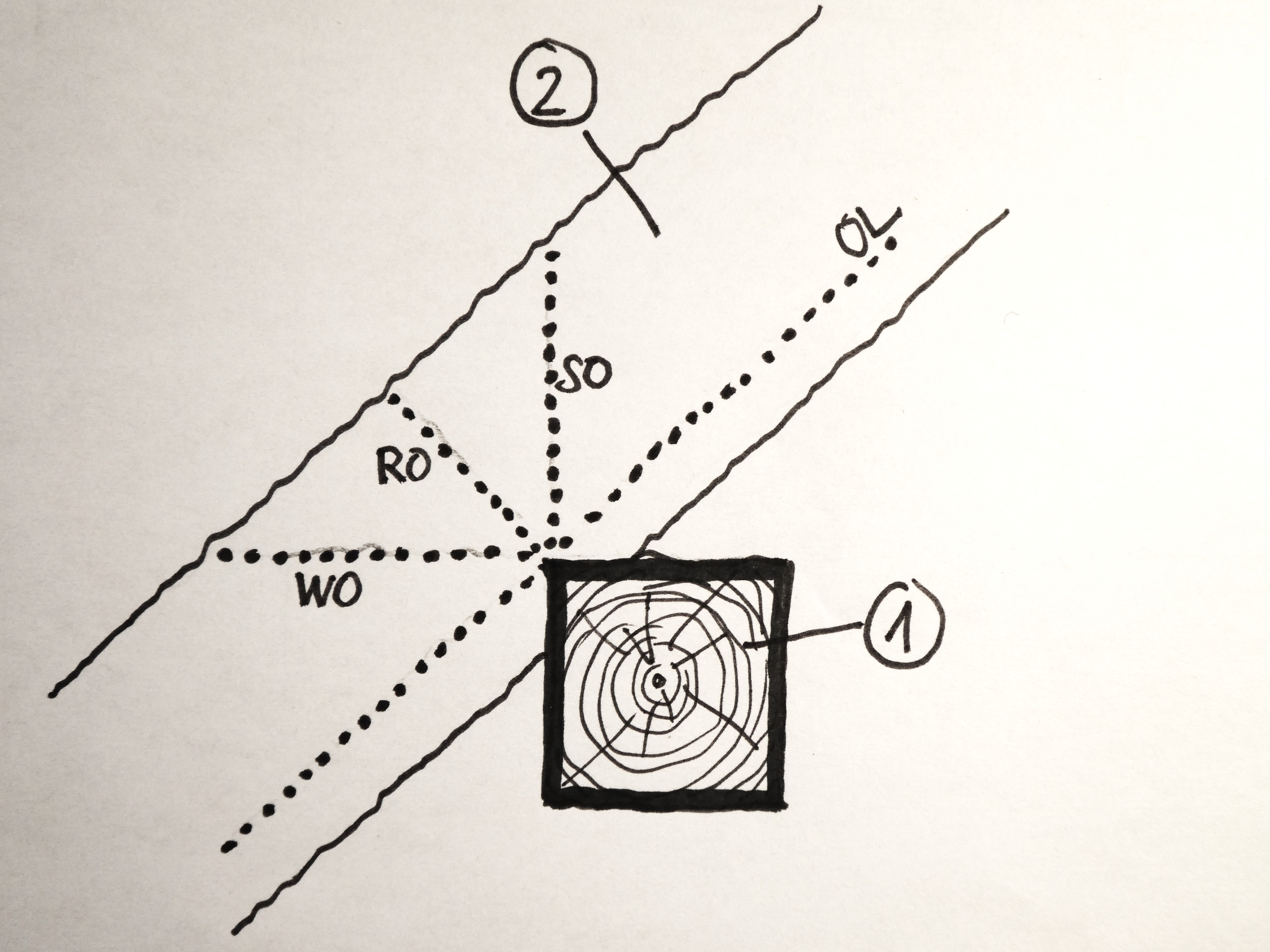
Konstruktionsskizze (1: geschnittene Pfette, 2: Ansicht des aufgekervten Sparrens, OL: Obholzlinie, WO: waagrechtes Obholz, RO: rechtwinkliges Obholz, SO: senkrechtes Obholz)

Als Obholz wird im Handwerk des Zimmeres der Teil eines Dachsparrens bezeichnet, der nach dem Ausschnitt oder der Ausfräsung der Kerve (Klaue) stehen bleibt. 

## Beschreibung
Die Kerve dient mit ihrer waagerechten Ausschnittfläche der Lastabtragung und der Befestigung des Dachsparrens an der Pfette.
Es gibt drei Mess-Arten des Obholzes: das waagerechte, das senkrechte und das rechtwinklige. Von diesen drei Arten ist das rechtwinklige das wichtigste und gebräuchlichste. Es wird der rechtwinklige Abstand von der Oberkante des Sparrens zum tiefsten Punkt der Kerve gemessen.
Bei einem Kehlsparren oder Gratsparren wird das senkrechte Obholz auch von der Gratlinie oder Kehllinie aus gemessen, welche die genaue Schnittlinie der Dachflächen angibt.
Dieses Maß ist wichtig, da der Sparren als konstruktives Holz Last tragen muss. In der Regel sollte das rechtwinklige Obholz 3/4 der Sparrenhöhe betragen. Dieser Wert sollte 2/3 nicht unterschreiten.
Wird diese Regel eingehalten, ist der Sparren in der Regel stabil genug, um abzuleitende Last zu tragen.